# Olympische Sommerspiele 1964/Teilnehmer (Peru)
| Gelbes Symbol für Goldmedaillen mit stilisierten Olympischen Ringen | Graues Symbol für Silbermedaillen mit stilisierten Olympischen Ringen | Braundes Symbol für Bronzemedaillen mit stilisierten Olympischen Ringen |
| ------------------------------------------------------------------- | --------------------------------------------------------------------- | ----------------------------------------------------------------------- |
| —                                                                   | —                                                                     | —                                                                       |

Peru nahm an den Olympischen Sommerspielen 1964 in Tokio mit einer Delegation von 31 Athleten (30 Männer und eine Frau) in 19 Wettbewerben in fünf Sportarten teil. Ein Medaillengewinn gelang nicht.

## Teilnehmer nach Sportarten

### Basketball
- 15. Platz
Carlos Vásquez
Jorge Vargas
Manuel Valerio
Oscar Sevilla
Tomás Sangio
Simon Peredes
José Guzmán
Ricardo Duarte
Raúl Duarte
Luis Duarte
Enrique Duarte
Oscar Benalcázar

### Leichtathletik
Männer
- Gerardo di Tolla
100 m: im Vorlauf ausgeschieden
200 m: im Vorlauf ausgeschieden

- José Cavero
400 m Hürden: im Vorlauf ausgeschieden

- Roberto Abugattas
Hochsprung: 26. Platz

### Radsport
- Teófilo Toda
Straßenrennen: 84. Platz

### Schießen
- Guillermo Cornejo
Schnellfeuerpistole 25 m: 34. Platz

- Armando López-Torres
Schnellfeuerpistole 25 m: 43. Platz

- Antonio Vita
Freie Pistole 50 m: 6. Platz

- Pedro Puente
Freie Pistole 50 m: 50. Platz

- Oscar Caceres
Kleinkalibergewehr Dreistellungskampf 50 m: 30. Platz
Kleinkalibergewehr liegend 50 m: 49. Platz

- Carlos Lastarria
Kleinkalibergewehr Dreistellungskampf 50 m: 46. Platz

- Javier Caceres
Kleinkalibergewehr liegend 50 m: 68. Platz

- Eduard de Atzel
Trap: 34. Platz

- Enrique Dibos
Trap: 37. Platz

### Schwimmen
Männer
- Luis Paz
100 m Freistil: im Vorlauf ausgeschieden
400 m Lagen: im Vorlauf ausgeschieden
4-mal-100-Meter-Freistil-Staffel: im Vorlauf ausgeschieden

- Carlos Canepa
400 m Freistil: im Vorlauf ausgeschieden
4-mal-100-Meter-Freistil-Staffel: im Vorlauf ausgeschieden

- Walter Ledgard
400 m Freistil: im Vorlauf ausgeschieden
1500 m Freistil: im Vorlauf ausgeschieden
4-mal-100-Meter-Freistil-Staffel: im Vorlauf ausgeschieden

- Augusto Ferrero
200 m Rücken: im Vorlauf ausgeschieden
4-mal-100-Meter-Freistil-Staffel: im Vorlauf ausgeschieden

- Gustavo Ocampo
200 m Schmetterling: im Vorlauf ausgeschieden

Frauen
- Rosario de Vivanco
100 m Freistil: im Vorlauf ausgeschieden